# Wspólnota administracyjna Röderaue-Wülknitz
Wspólnota administracyjna Röderaue-Wülknitz (niem. Verwaltungsgemeinschaft Röderaue-Wülknitz) – wspólnota administracyjna w Niemczech, w kraju związkowym Saksonia, w okręgu administracyjnym Drezno, w powiecie Miśnia. Siedziba wspólnoty znajduje się w miejscowości Röderaue.
Wspólnota administracyjna zrzesza dwie gminy wiejskie: 
- Röderaue
- Wülknitz